# Gargilesse-Dampierre
Gargilesse-Dampierre település Franciaországban, Indre megyében. Lakosainak száma 267 fő (2022. január 1.). Gargilesse-Dampierre Baraize, Ceaulmont, Cuzion, Orsennes, Badecon-le-Pin, Pommiers és Saint-Plantaire községekkel határos.

## Népesség
A település népességének változása:
| Lakosok száma | 400  | 347  | 342  | 325  | 306  | 299  | 285  | 280  | 276  | 267  |
|               | 1968 | 1982 | 1990 | 2006 | 2013 | 2015 | 2017 | 2019 | 2020 | 2022 |